# Hackelochloa
Hackelochloa är ett släkte av gräs. Hackelochloa ingår i familjen gräs.
Kladogram enligt Catalogue of Life:
| Hackelochloa | \| \| Hackelochloa granularis \| \| \| \| \| \| Hackelochloa porifera \| \| \| \| |
|              | \| \| Hackelochloa granularis \| \| \| \| \| \| Hackelochloa porifera \| \| \| \| |
|              | Hackelochloa granularis                                                           |
|              |                                                                                   |
|              | Hackelochloa porifera                                                             |
|              |                                                                                   |